# Вадковский, Иван Фёдорович
Иван Фёдорович Вадковский (1790—1849) — полковник, батальонный командир лейб-гвардии Семёновского полка (1820); один из четырёх офицеров, осуждённых по делу о восстании Семёновского полка, брат декабристов Фёдора Фёдоровича и Александра Фёдоровича Вадковских.

## Биография
Старший сын действительного тайного советника, камергера и сенатора Фёдора Фёдоровича Вадковского (1756—1806) и Екатерины Ивановны Вадковской (1766—1830), урождённой графини Чернышёвой.
Определён в лейб-гвардии Семёновский полк в 1807 году. В июле 1812 года — подпоручик. Участник войны 1812 года и заграничных походов.
Отличился под Кульмом, приняв командование «государевой ротой» полка. В июле 1820 года — командир 1-го батальона Семёновского полка.
Недолгое время состоял в масонской ложе (был принят П. М. Сипягиным)
В апреле 1820 года известный своим гуманным отношением к подчинённым командир лейб-гвардии Семёновского полка генерал-майор Я. А. Потёмкин был смещён. По рекомендации Аракчеева новым командиром стал Ф. Е. Шварц с указанием «подтянуть полк». В полку, где были отменены телесные наказания, проповедовалось уважительное отношение к нижестоящим, стала насаждаться палочная дисциплина. С мая по октябрь 1820 года было наказано 44 солдата, они получили в общей сложности 14250 палочных ударов. Шварц, по мнению многих его знавших, очень неуравновешенный человек, оскорблял солдат и офицеров.
В мае 1820 года Вадковский, видя обстановку, сложившуюся в полку, принял решение встретиться с новым полковым командиром «для представления замечаний». Начальник гвардейского штаба Бенкендорф, узнав об этом, вызвал к себе Вадковского и указал на то, что это не принесёт пользы, а лишь навлечёт на полк неприятности, что следует дождаться возвращения Александра I (шефа полка) из-за границы и обратиться лично к нему. Вадковский, как и многие другие офицеры-семёновцы, стал искать возможности перейти в другой полк.

Вечером 16 октября 1820 года 1-я рота («государева») 1-го батальона, которым командовал Вадковский, самовольно вышла «на перекличку» и выдвинула требование о смещении Шварца. Посредниками при переговорах между солдатами и командованием выступали капитан 1-й роты Н. И. Кашкаров и Вадковский (Шварц уклонился от участия в событиях). После безрезультатных переговоров «государева рота» была отведена в Манеж, а потом отправлена в Петропавловскую крепость. Узнав об этом, взбунтовались ещё три роты первого батальона. Вадковский ходатайствовал перед командованием об освобождении первой роты и получил отказ. Тогда из повиновения вышел весь полк. В 4 часа утра 18 октября около 4 тысяч солдат собралось на полковом дворе. Они потребовали либо освободить 1-ю роту, либо соединить весь полк в крепости. Командование согласилось на второе. После наказания «зачинщиков» из числа солдат и расформирования полка по армии 21 августа 1821 года был издан приказ об аресте Н. И. Кашкарова, И. Ф. Вадковского. Александр I был уверен, что действия солдат Семёновского полка направлялись тайным обществом:
Никто на свете меня не убедит, чтобы сие происшествие было вымышлено солдатами или происходило единственно, как показывают, от жестокого обращения с оными полковника Шварца. Он был всегда известен за хорошего и исправного офицера и командовал с честию полком. Отчего же сделаться ему варваром? По моему убеждению тут кроются другие причины. Внушение, кажется, было не военное, ибо военный умел бы их заставить взяться за ружьё, чего никто из них не сделал, даже тесака не взял… Признаюсь, что я его приписываю тайным обществам.
 В том же духе велось и следствие. Следственная комиссия под руководством А. Ф. Орлова работала в Витебске. Вадковский на допросах опровергал предположения о подстрекании офицерами солдат к бунту. Он написал о событиях 1820 года «Оправдательную статью», которую передала Александру I сестра Вадковского Софья Фёдоровна. Суд состоялся 15 апреля 1822 года, приговор вынесен 22 апреля. Вадковский, Кашкаров и отставной полковник Ермолаев были приговорены к лишению чинов, имения и смертной казни. Аудиторианский департамент (управление военно-судной частью в русской армии) закончил рассмотрение к августу 1822 года, снизил наказание  и передал дело императору Александру, который так и не вынес решения по нему.  Лишь в январе 1826 года дело из аудиториата потребовал Николай I. 27 февраля 1827 года Николай приказал отправить Вадковского в том же чине в Кавказский корпус, предварительно «выдержав в крепости» два с половиной года. В мае 1827 года Вадковский добился отставки. По докладу генерала Потапова  великому князю Константину, Вадковский «не переменил своего вредного образа мыслей» и усердия в службе не оказывал. После отставки Вадковский жил в своём имении Петровское Орловской губернии под негласным полицейским надзором.

## Семья
Жена (с 29 июля 1821 года) — Елизавета Александровна Молчанова, дочь коллежского советника Александра Ивановича Молчанова (1776—10.05.1824). Дети:
- Варвара (1821—1863), замужем за Александром Андреевичем Катениным;
- Фёдор (24.03.1824 — 1880), штаб-ротмистр, кавалер орденов Св. Владимира 4-й ст. с бантом и Железной короны 3-й ст.[5];
- Екатерина (02.03.1829—19.01.1882), жена Сергея Ивановича Дохтурова.

Вадковский также опекал своего несовершеннолетнего племянника — сына рано умершего брата Павла.